# Jagma
Jagma falu Horvátországban Pozsega-Szlavónia megyében. Közigazgatásilag Lipikhez tartozik.

## Fekvése
Pozsegától légvonalban 45, közúton 58 km-re északnyugatra, községközpontjától légvonalban 4, és közúton 5 km-re nyugatra, Nyugat-Szlavóniában, a Lipikről Novszkára vezető főút mentén, a Pakra bal partján fekszik. Nyugatról Korita, északról Kukunjevac, keletről Dobrovac falvak határolják. 

## Története
A térség a 16. század közepétől több mint száz évig török uralom alatt állt. A 17. század végétől a török kiűzése után a területre folyamatosan telepítették be a keresztény lakosságot. Az első katonai felmérés térképén „Dorf Jagma” néven találjuk. Lipszky János 1808-ban Budán kiadott repertóriumában „Jagma” néven szerepel.  Nagy Lajos 1829-ben kiadott művében „Jagma” néven 60 házzal, 5 katolikus és 317 ortodox vallású  lakossal találjuk. 
1857-ben 208, 1910-ben 315 lakosa volt. 1910-ben a népszámlálás adatai szerint lakosságának 96%-a szerb anyanyelvű volt. A gradiskai határőrezredhez tartozott, majd a katonai közigazgatás megszüntetése után Pozsega vármegye Pakráci járásának része volt. Az első világháború után 1918-ban az új szerb-horvát-szlovén állam, majd később (1929-ben) Jugoszlávia része lett. 1991-ben lakosságának 96%-a szerb nemzetiségű volt. A délszláv háború idején kezdetben szerb ellenőrzés alatt állt. Az Orkan-91 hadművelet keretében 1991. december 8-án foglalta vissza a horvát hadsereg. A szerb lakosság nagyrészt elmenekült. 2011-ben 41 lakosa volt.

## Lakossága
| Lakosság változása | Lakosság változása | Lakosság változása | Lakosság változása | Lakosság változása | Lakosság változása | Lakosság változása | Lakosság változása | Lakosság változása | Lakosság változása | Lakosság változása | Lakosság változása | Lakosság változása | Lakosság változása | Lakosság változása | Lakosság változása |
| ------------------ | ------------------ | ------------------ | ------------------ | ------------------ | ------------------ | ------------------ | ------------------ | ------------------ | ------------------ | ------------------ | ------------------ | ------------------ | ------------------ | ------------------ | ------------------ |
| 1857               | 1869               | 1880               | 1890               | 1900               | 1910               | 1921               | 1931               | 1948               | 1953               | 1961               | 1971               | 1981               | 1991               | 2001               | 2011               |
| 208                | 136                | 197                | 268                | 275                | 315                | 309                | 275                | 243                | 245                | 225                | 200                | 206                | 206                | 27                 | 41                 |